# 11-та кавалерійська дивізія (Російська імперія)
11-та кавалерійська дивізія — кавалерійське з'єднання в складі Російської імператорської армії. Входила до складу 11-го армійського корпусу.

## Історія

### Формування
- 1875-1918 - 11-та кавалерійська дивізія

## Склад дивізії
- 1-ша бригада (Дубно)
  -  11-й драгунський Ризький полк
  - 11-й уланський Чугуївський Ї. І. В. Государині Імператриці Марії Федорівни полк
- 2-га бригада (Луцьк)
  - 11-й гусарський Ізюмський полк
  - 12-й Донський козачий генерал-фельдмаршала князя Потьомкіна-Таврійського полк
- 11-й кінно-артилерійський дивізіон (Дубно)

## Командування дивізії

### Начальники дивізії
- 27.07.1875 - 05.08.1881  - генерал-майор (з 30.08.1876 генерал-лейтенант) Татищев Леонід Олександрович
- Хх.хх.1881 - 23.08.1884 - генерал-лейтенант К. А. Штакельберг
  - в 1878 - генерал-майор Гільдебрандт Платон Іванович (тимчасово)
- 10.10.1884 - 08.02.1895 - генерал-майор (з 30.08.1886 генерал-лейтенант) Тер-Асатуров Дмитро Богданович
- 17.02.1895 - 25.10.1901 - генерал-майор (з 06.12.1895 генерал-лейтенант) Санников Сергій Іванович
- 30.01.1902 - 24.12.1903 - генерал-лейтенант фон Бадер Едмунд Карлович
- 03.02.1904 - 10.01.1905 - генерал-майор Карганов Адам Соломонович
- 10.01.1905 - 21.08.1906  - генерал-майор (з 11.01.1906 генерал-лейтенант) Крижанівський Дмитро Вікторович
- 17.10.1906 - 03.05.1910 - генерал-лейтенант Рутковський Петро Костянтинович
- 03.05.1910 - 22.10.1914 - генерал-лейтенант Де-Вітт Лев Володимирович
- 22.10.1914 - 03.11.1915 - генерал-лейтенант Вельяшев Леонід Миколайович
- 03.11.1915 - 1917 - генерал-майор (з 15.06.1917 генерал-лейтенант) барон фон Дістерло Микола Олександрович

### Командири 1-ї бригади
- 27.07.1875 - після 01.04.1880 - генерал-майор Гільдебрант Платон Іванович
- 20.04.1880 - 24.02.1884 - генерал-майор Парфьонов Олександр Демидович
- 23.03.1884 - 18.03.1896 - генерал-майор Леслі Олександр Олександрович
- 01.04.1896 - 13.11.1896 - генерал-майор Дубенський Олександр Миколайович
- 13.11.1896 - 02.08.1903 - генерал-майор Пахален Володимир Олександрович
- 04.09.1903 - 14.12.1904 - генерал-майор Зарубін Микола Олександрович
- 14.01.1905 - 07.05.1910 - генерал-майор Дебогорій-Мокрієвич Василь Павлович
- 07.05.1910 - 23.03.1914 - генерал-майор Вельяшев Леонід Миколайович
- 23.03.1914 - 09.05.1917 - генерал-майор Мономахов Олександр Володимирович
- 09.05.1917 - генерал-майор М. А. Афросімов

### Командири 2-ї бригади
- 27.07.1875 - генерал-майор Арнольді Олександр Іванович
- 06.10.1875 - 20.04.1880 - генерал-майор Петровський Олександр Федорович
- 20.04.1880 - 17.07.1888 - генерал-майор П. В. Дмитров
- 24.07.1888 - після 01.05.1892 - генерал-майор Гомолицький Флор Вікторович
- 17.08.1892 - 16.01.1901 - генерал-майор Назимов Микола Павлович
- 26.03.1901 - 01.11.1902 - генерал-майор Цуріков Афанасій Андрійович
- 19.12.1902 - 03.04.1907 - генерал-майор Цуріков Володимир Андрійович
- 28.05.1907 - 09.10.1907 - генерал-майор П. П. Воронов
- 01.12.1907 - 07.05.1910 - генерал-майор Вельяшев, Леонід Миколайович
- 02.06.1910 - 09.12.1912 - генерал-майор Каледін Олексій Максимович
- 10.01.1913 - 03.11.1915 - генерал-майор Розаліон-Сошальський Георгій Петрович[1]
- 20.11.1915 - 14.08.1916 - генерал-майор Данилов Олександр Сергійович
- 14.08.1916 - 21.02.1917 - генерал-майор А. Г. Бюнтінг
- 27.02.1917 - полковник (з 05.08.1917 генерал-майор) фон Шведер Едуард-Павло-Михайло Миколайович

## Цікаві факти
У складі 12-го Донського козачого полку 11-ї кавалерійської дивізії служив головний герой роману «Тихий Дон» Григорій Мелехов.